# Следы дьявола в Девоне

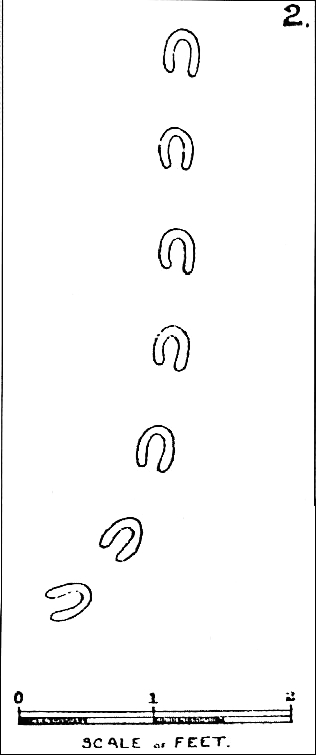
Следы дьявола. Рисунок, опубликованный в The Illustrated London News, 1855 год

Следы дьявола в Девоне — название инцидента, который, возможно, имел место в феврале 1855 года около лимана Эксе в Южном Девоне. После ночи обильного снегопада на снегу появились копытоподобные знаки на расстоянии от 40 до 100—150 миль. Следы были названы так потому, что некоторые люди верили, что это следы сатаны, так как они якобы были сделаны раздвоенными копытами. Многие теории были выдвинуты для объяснения этого инцидента, а многие его аспекты, как и вообще достоверность, даже в то время были подвергнуты сомнениям; тем не менее, данное событие послужило причиной довольно серьёзной (пусть и кратковременной и быстро забывшейся) массовой истерии.

Девоншир на карте Англии.

## Инцидент
В ночь с 7 на 8 февраля 1855 года, в 1:00 или 2:00, после сильного снегопада на снегу появились копытоподобные знаки. Эти следы, большинство из которых было размером около 10 сантиметров в длину и около 7,5 сантиметров в ширину, располагались на расстоянии от 20 до 40 сантиметров друг от друга и следовали приблизительно по одному прямому направлению (пусть и с небольшими отклонениями). Они были обнаружены в более чем тридцати местах во всём Девоне и частично в Дорсете. Было подсчитано, что общая длина маршрута, на протяжении которого они встречались, составляла от 60 до 160 километров. Дома, реки, стога сена, заборы и другие препятствия не останавливали того, кто оставил эти следы: их находили на крышах домов, на стенах высотой до полуметра и даже на входе и выходе из малых сточных труб диаметром 10 сантиметров.
Область, в которой были обнаружены следы, впоследствии расширилась от Эксмута до Топшэма и через лиман Эксе — до Дулиша и Тинмута, где они непрерывно следовали на протяжении 5 миль, а затем вдруг обрывались, как будто тот, кто их оставил, улетел. Исследователь Буск в своей статье о данном событии, опубликованной в журнале Notes and Queries в 1890 году, утверждал, что следы были обнаружены на ещё большем расстоянии — до Тэтнеса и Торки, а также что были сообщения о следах в Уэймуте (Дорсет) и даже Линкольншире.
Существуют также слухи о дьяволоподобных фигурах, наблюдаемых в Девоне во время паники, возникшей после этого события. Многие горожане, напротив, вооружились и пытались выследить того, кто оставил эти следы, но безуспешно.
Впрочем, не следует забывать о том, что большинство домов в городах Девона того времени представляли собой небольшие одно-двухэтажные строения, а многие жители в сельских районах были очень суеверны и вполне верили, что следы действительно оставлены дьяволом, которого неизменно подозревали при любых негативных и при этом непонятных событиях.
Информация о нахождении следов на домах, их размерах, протяжённости в сотню миль, едином направлении и пересечении ими лимана Эксе была приведена корреспондентом в первом отчёте об этом событии, опубликованном в газете «Западное Светило», расположенной в Экстере, после чего статьи об этом были напечатаны в The Illustrated London News и The Times.

## Погода в ночь на 8 февраля
Зима 1855 года в Англии выдалась на редкость суровая. Река Тейн и лиман Эксе замёрзли. В ночь на 8 февраля шёл особенно сильный снегопад — примерно до полуночи. Затем температура повысилась, и снег превратился в дождь. К утру температура снова понизилась, и слякоть замёрзла.

## Доказательства реальности
Существует очень мало первичных источников, рассказывающих об этом событии. Известны только документы, найденные после публикации в 1950 году статьи об инциденте Девонширским историческим обществом, которое просило помочь в поиске дополнительной информации. После этого был обнаружен сборник статей и писем 1850-х годов викария Эллкомба, среди которых есть письмо к нему от его друга викария Макгроува, содержащее его письмо в газету The Illustrated London News с пометкой «Не для печати» и с рисунком следов, якобы выполненным с натуры; там же были найдены указания на другие газетные статьи, рассказывающие об этом событии, по которым была установлена личность первого поведавшего о следах корреспондента: им оказался будущий куратор одного из музеев Экстера, которому на тот момент было 19 лет.
Относительно достоверных источников, по времени недалеко отстоящих от события, всего четыре: письма Эллакомба, письмо Макгроува (см. ниже), репортаж из Экстера и некое письмо анонимного автора в одну из газет, в котором он предполагает, что следы оставляли выдры. Все последующие статьи, включая упомянутые выше, а также статья 1890 года Буска, где он приводил свидетельства очевидцев, перепечатанная в 1922 году, появились значительно позже события, поэтому к ним следует относиться с осторожностью.

## Теории
Было выдвинуто множество теорий для объяснения инцидента. Большое количество учёных, занимавшихся этой проблемой, сомневались что следы действительно были обнаружены на расстоянии более чем в сто миль, — хотя бы потому, что никто за сутки не смог бы пройти такое расстояние и удостовериться, что следы на всём его протяжении не прерывались. Исследователь Джо Никель также указывал, что разные свидетели описывали внешний вид следов по-разному.
На протяжении многих лет собиравший материалы об этом событии исследователь Майк Даш обобщил все найденные им первичные и вторичные источники в статье «The Devil’s Hoofmarks: Source Material on the Great Devon Mystery of 1855» («Следы дьявола: Материалы для изучения Великой Тайны Девона 1855 года»), впервые опубликованной в Fortean Studies в 1994 году. Он, не отрицая реальности факта как такового, пришёл к выводу, что не было и не могло быть какого-то одного «источника» происхождения следов: некоторые из них почти наверняка были мистификацией, некоторые же были оставлены вполне обыкновенными четвероногими животными — например, ослами или лошадьми, а некоторые — мышами. Вместе с тем он признавал, что это не может объяснить всех сообщений о следах (особенно тех, которые будто бы находили в городах) и что «загадка остаётся».

### Воздушный шар
Автор Джеффри Хаусхолл предположил, что следы оставил экспериментальный воздушный шар, по ошибке выпущенный из Девонпорта, посредством звеньев на концах его швартовых канатов. Источником версии был местный житель, майор Картер, чей дед работал в Девонпорте в то время. Картер заявил, что инцидент замалчивался потому, что шар разрушил несколько зимних садов, теплиц и окон, прежде чем опустился на землю в Хонтоне.
Хотя эта версия может объяснить форму следов, представляется весьма сомнительным, что шар мог следовать по столь строгой траектории в течение долгого времени и при этом не зацепиться верёвками за дерево или другой объект.

### Прыгающие мыши
Упомянутый Майк Даш в своей статье указывает, что как минимум некоторые следы, особенно найденные на крышах домов, вполне могли быть оставлены лесными мышами, которые из-за необычно холодной погоды ринулись в города. След, остающийся на снегу после прыжка мыши, похож на раздвоенное копыто из-за движения мыши во время прыжка. Даш утверждает, что теория о «мышином факторе» появилась в The Illustrated London News ещё в марте 1855 года (потому как статья об этом событии, несмотря на просьбу викария, всё-таки была напечатана, в первый раз — 13 февраля). Было замечено, что в некоторых местах следы как будто всё-таки прерывались, что объяснялось нападением на мышей хищных птиц (например, сов), и якобы рядом со следами даже иногда находили трупы мышей. Мышь также вполне могла забраться по стенам и даже пролезть через трубы.
Таким образом, на сегодняшний день версия о лесных мышах является единственной, которая могла бы хотя бы частично объяснить это событие с точки зрения науки.

### Массовая истерия
Кроме того, нередко предполагалось, что вся эта история является результатом внезапной массовой истерии, вызванной сопоставлением различных следов различного происхождения (которые вполне могли быть оставлены скотом, барсуками, выдрами и так далее) и выдачей их за единое целое.

### Кенгуру
В своём письме в The Illustrated London News викарий Макгроув писал, что были слухи, будто бы из частного зверинца в Сидмуте сбежал кенгуру. Однако каких-либо источников информации по достоверности этого события нет, как мог кенгуру пересечь лиман — непонятно, да и сам Макгроув писал затем, что сам придумал историю про кенгуру, чтобы успокоить и отвлечь свою паству, поверившую в то, что их землю действительно посетил дьявол.

### Барсуки
В июле 1855 года профессор Оуэн высказал теорию, что следы были оставлены барсуками, утверждая, что это «единственное стопоходящее четвероногое из обитающих на этом острове», а также что оно «оставляет след больший, чем можно предположить, если исходить из размеров животного». Количество следов, по его предположению, объяснялось деятельностью нескольких животных, поскольку «немыслимо, чтобы всего один барсук проснулся от голода»; кроме того, это животное, по его мнению, является «осторожным бродягой и настойчивым в поисках пищи».

### Одноног
По одной из версий, высказанной неизвестно кем, следы были оставлены животным под названием одноног — его, как сообщалось, впервые увидел в 1001 году на острове Лабрадор некий викинг Бьёрф Хериольсен; животное имело только одну ногу, но двигалось с необычайной скоростью. Впрочем, в газете, напечатавшей эту версию, говорилось, что скорее можно поверить в то, что следы действительно оставил дьявол, нежели поверить в существование однонога.

### Джек-прыгун
Историю Следов дьявола также связывали с Джеком-прыгуном, персонажем английской городской легенды тех времён. Но даже если предположить, что Джек-прыгун на самом деле существовал, то эта версия представляется весьма сомнительной. Во-первых, в Девоне в то время появлений Джека не фиксировали. Во-вторых, описание следов «реального» Джека существует, и по нему они не похожи на найденные в Девоне.
Было высказано также множество других версий — например, о том, что следы могли быть оставлены неким «неизвестным горячим металлическим предметом».

## Подобные инциденты
Существует информация ещё о нескольких подобных инцидентах в других частях мира, хотя ни один из них не имел такого же масштаба, как случай в Девоне.
- В 929 году в Японии, на территории императорского дворца, будто бы наблюдались похожие следы.

- Джеймс Кларк Росс писал, что во время Антарктической экспедиции 1839—1843 годов на острове Кергелене в 1840 году им были обнаружены странные подковообразные следы — сначала на земле, на снегу, а затем на скале, где не было снега. Следы были похожи на следы лошади или осла, но таких животных ни у экспедиции, ни на самом острове не было.

- За пятнадцать лет до девонских событий, в 1840 году, The Times писала о том, что в Шотландии, в Глен-Орчи, 14 марта были найдены странные следы, похожие на отпечатки раздвоенных копыт, на расстоянии до 12 миль. Тот, кто их оставил, был, если исходить из глубины следов, большого размера (примерно с крупного жеребёнка) и при этом хромал[15].

- В The Illustrated London News в марте 1855 года была опубликована статья корреспондента газеты в Гейдельберге, который, ссылаясь на «авторитетного польского доктора медицины», сообщал, что на Песчаном Холме в Царстве Польском, на границе с Галицией, такие следы находят в снегу (а иногда и в песке) каждый год, и местные жители считают, что их оставляет сверхъестественное существо.

- Упомянутая Песчаная Гора в Польше, где на 1855 год такие следы якобы наблюдались каждую зиму.

- 1886 год: Новая Зеландия.

- 1909 год: Нью-Джерси, США, пляжи возле Глостера.

- 1945 год: Бельгия.

- 1950 год: снова Девоншир (пляж).

- 1952 год: Шотландия.

- 1954 год: Бразилия.

- 1974 год: склоны Этны, Сицилия.

- 1976 год: Альпы в районе Ниццы и около озера Сильян (Норвегия).

- 2000 год (23 января): Кливленд (штат Огайо).

- 12 марта 2009 года в печати появились сообщения[16], что будто бы ночью в Девоне снова появились такие же следы, были даже опубликованы фотографии, однако официальная наука не дала никаких комментариев по этому поводу.